# プレザントバレー郡区 (アイオワ州キャロル郡)
プレザントバレー郡区は、アメリカ合衆国、アイオワ州、キャロル郡にある16の郡区の一つである。2000年の国勢調査で、人口は415人だった。

## 地理
プレザントバレー郡区は、89.8平方キロメートル（34.69平方マイル)で、Willeyが含まれる。アメリカ地質調査所によると、この郡区はSaint Mary's Catholicの1つの霊園が含まれる。